# Названия жителей
Демо́ним (от др.-греч. δῆμος — «народ» и ὄνυμα — «имя, название»), катойко́ним (от др.-греч. κᾰτά — 'по, сообразно' и οἶκος — 'жилище', ὄνομα — 'имя') — название жителей определённой территории (части света, континента, края, страны, региона, города, сельского населённого пункта и др.), обычно образованное от названия данной территории.
Этнохоро́ним — название жителей обширного региона — хоронима, обычно образованное от этого хоронима.
Изучением названий людей по местности занимается катойконимика.
Катойконимы имеются во всех языках, составляя одну из языковых универсалий. Эта лексическая группа чрезвычайно обширна количественно. Катойконимы весьма своеобразны как в плане словообразования, так и функционирования. Катойконимия является одним из наиболее сложных в отношении словообразования лексических пластов. Образование этих слов тесно связано с культурой речи. Названия жителей имеют большое суффиксальное разнообразие во всех славянских и ряде других языков. Так, во французском языке таких суффиксов около 60, в русском — более 50.
Катойконимы принадлежат древнейшей лексике, поскольку необходимость обозначить место происхождения человека появилась уже в глубокой древности, что фиксируют уже глиняные таблички и папирусы первых цивилизаций. Эти слова относятся к древнейшим обычаям человечества. Катойконимия раскрывает древние деривационные процессы, морфемную структуру слов, характер суффиксов и производящих основ, взаимодействие исходных и заимствованных средств словообразования, раннее состояние языка и его связи с другими языками.
Катойконимика представляет данные для ряда исторических, географических и филологических дисциплин. Процессы словообразования в сфере катойконимики имеют значение для лингвистики в силу своей актуальности — названия жителей входят в художественную литературу, в периодическую печать, нередко применяются в обиходной речи.
К названиям жителей обширных регионов, этнохоронимам, относятся такие термины, как азиаты (от Азия), сибиряки (от Сибирь), латиноамериканцы (от Латинская Америка), кавказцы (от Кавказ) и др. Другой группой являются названия жителей различных поселений: москвичи (от Москва), лондонцы (от Лондон) и др. К этим именованиям примыкают неофициальные названия жителей определённой территории, поселения и др., которые не связаны с называющими их топонимами и выполняют характеризующую функцию, — коллективно-территориальные прозвища, включающие региональные этнонимы, микроэтнонимы, коллективные (локально-групповые) прозвища. Эти обозначения характерны для городского просторечия, говоров: «трескоеды» ‘жители Архангельской области’, «болотники» ‘жители города Дмитрова Московской области’.
В германских и славянских языках наблюдается тенденция к устранению суффиксального разнообразия и к унификации средств словообразования катойконимов. В новейшее время существенно уменьшилось количество используемых в этой сфере словообразовательных моделей. Эта тенденция не говорит в пользу обеднения языка, а свидетельствует о большей «организованности» и системности словообразования. Дублеты и омонимы снижают качество катойконимов, тогда как данные слова близки к специальным, терминологическим именованиям, для них необходима семантическая однозначность. В рамках происходящей унификации предполагается замена старой непродуктивной производящей модели на новую продуктивную, что представляет собой длительный процесс, сосуществование на протяжении веков параллельных (дублетных) форм. Унификация сдерживается структурными и историческими факторами, но общей закономерностью является стремление к устранению дублетности, к дифференциации употребления дублетных форм. Вариантные формы наполняют литературный язык разговорными дериватами, затрудняют процесс общения и делопроизводства, однако для языка их существование является объективной закономерностью, способствует отбору более выразительных и экономных языковых средств.
Для германских и славянских языков характерно формирование катойконимов по способу суффиксации; создание наименований жителей на основе топонимов (имён собственных сельских поселений) и адъектонимов (оттопонимических прилагательных); существование продуктивных и непродуктивных словопроизводительных моделей; морфонологические явления, имеющиеся на границе производящих морфем; синонимичность катойконимических суффиксов; проблема выбора катойконимического суффикса для использования, определяющаяся производящей основой, конкретно её фонетическим обликом, в особенности в её финальной части, территориально-географическим расположением географического объекта; трудность в образовании катойконимов, которую определяют фонетические, лексические, морфологические явления; недостаточная разработанность катойконимии; проблема эстетики катойконимов, нормативности в образовании и употреблении этих слов; тенденция к стандартизации катойконимии.